# Mats Nordlander
Mats Uno Nordlander (Sundsvall, 25 de noviembre de 1963) es un deportista sueco que compitió en tiro con arco, en la modalidad de arco recurvo. Su esposa, Kristina Persson, compitió en el mismo deporte.
Ganó una medalla de bronce en el Campeonato Mundial de Tiro con Arco al Aire Libre de 1985, tres medallas en el Campeonato Europeo de Tiro con Arco al Aire Libre entre los años 1980 y 1988, y una medalla de plata en el Campeonato Europeo de Tiro con Arco en Sala de 1985.
Participó en los Juegos Olímpicos de Seúl 1988, ocupando el octavo lugar en la prueba de equipo.

## Palmarés internacional
| Campeonato Mundial al Aire Libre | Campeonato Mundial al Aire Libre | Campeonato Mundial al Aire Libre | Campeonato Mundial al Aire Libre |
| Año                              | Lugar                            | Medalla                          | Prueba                           |
| -------------------------------- | -------------------------------- | -------------------------------- | -------------------------------- |
| 1985                             | Seúl (Corea del Sur)             | Medalla de bronce                | Equipo                           |
| Campeonato Europeo al Aire Libre |                                  |                                  |                                  |
| Año                              | Lugar                            | Medalla                          | Prueba                           |
| 1980                             | Compiègne (Francia)              | Medalla de oro                   | Equipo                           |
| 1986                             | Esmirna (Turquía)                | Medalla de bronce                | Equipo                           |
| 1988                             | Luxemburgo (Luxemburgo)          | Medalla de plata                 | Equipo                           |
| Campeonato Europeo en Sala       |                                  |                                  |                                  |
| Año                              | Lugar                            | Medalla                          | Prueba                           |
| 1985                             | Odense (Dinamarca)               | Medalla de plata                 | Equipo                           |